# August Riebe
Karl August Riebe (* 25. Dezember 1867 in Potsdam; † 5. Mai 1936 in Dresden) war ein deutscher Ingenieur und Unternehmer.

## Leben
August Riebe war nach dem Besuch der Realschule in Potsdam praktisch beim Grusonwerk in Magdeburg tätig. Ein Stipendium von Hermann Gruson ermöglichte Riebe den Besuch des Technikums Mittweida, das er 1890 mit bestandenem Examen abschloss. Als Ingenieur arbeitete er zunächst noch ein Jahr für die Grusonwerke, bevor er in verschiedenen westeuropäischen Ländern als Konstrukteur und Betriebsingenieur tätig war. Nach seiner Rückkehr arbeitete er ein Jahr lang beim Hafenbauamt Magdeburg und fünf weitere Jahre bei den Grusonwerken.
Ab 1898 hatte Riebe eine leitende Funktion bei den Deutschen Waffen- und Munitions-Fabriken (DWM) in Berlin inne. Zusammen mit Richard Stribeck entwickelte Riebe das Rillenkugellager. Für die DWM baute er in den Jahren 1905 bis 1907 eine Kugellager-Fabrik in Frankreich auf. 1909 war Riebe Mitgründer der „Riebe Kugellager- und Werkzeugfabrik GmbH“ in Berlin-Weißensee. 1921 übernahm er zusammen mit seinem Schwiegersohn Erich Kraemer und einem weiteren Beteiligten die Berliner Kugellager-Fabrik GmbH A. Riebe (gegr. 1906) in Berlin-Wittenau, deren Führung er in den Jahren 1922 bis 1928 innehatte. 1929 wurden die „Vereinigten Kugellager-Fabriken“ unter Führung der SKF gebildet. In Folge der Weltwirtschaftskrise wurde das Werk in Wittenau stillgelegt. 1933 wurde es von der Zahnradfabrik Friedrichshafen aufgekauft. Im selben Jahr wurde Riebe Geschäftsführer der Riebe-Caro-Gleitlager-Gesellschaft.
Von 1926 bis 1936 saß Riebe im Kuratorium der Ingenieurhilfe. 1935 ernannte ihn der Verein Deutscher Ingenieure (VDI) zum Ehrenmitglied. Dem VDI gehörte er seit 1899 an, der Technischen Nothilfe seit 1919.